# Касьян, Саркис Иванович
Саркис Иванович Касьян (арм. Սարգիս Հովհաննեսի Կասյան, настоящие имя и фамилия Саркис Оганесович Тер-Каспарян; 16 [28] января 1876, Шуши, Елизаветпольская губерния — 11 декабрь 1937) — армянский советский государственный и партийный деятель, публицист.

## Биография
Родился 16(28) января 1876 года в Шуши, в мещанской семье. В 1901 поступил в Лейпцигский коммерческий институт, в 1904 окончил образование на философском факультете Берлинского университета. Кандидат коммерческих наук, кандидат философских наук.

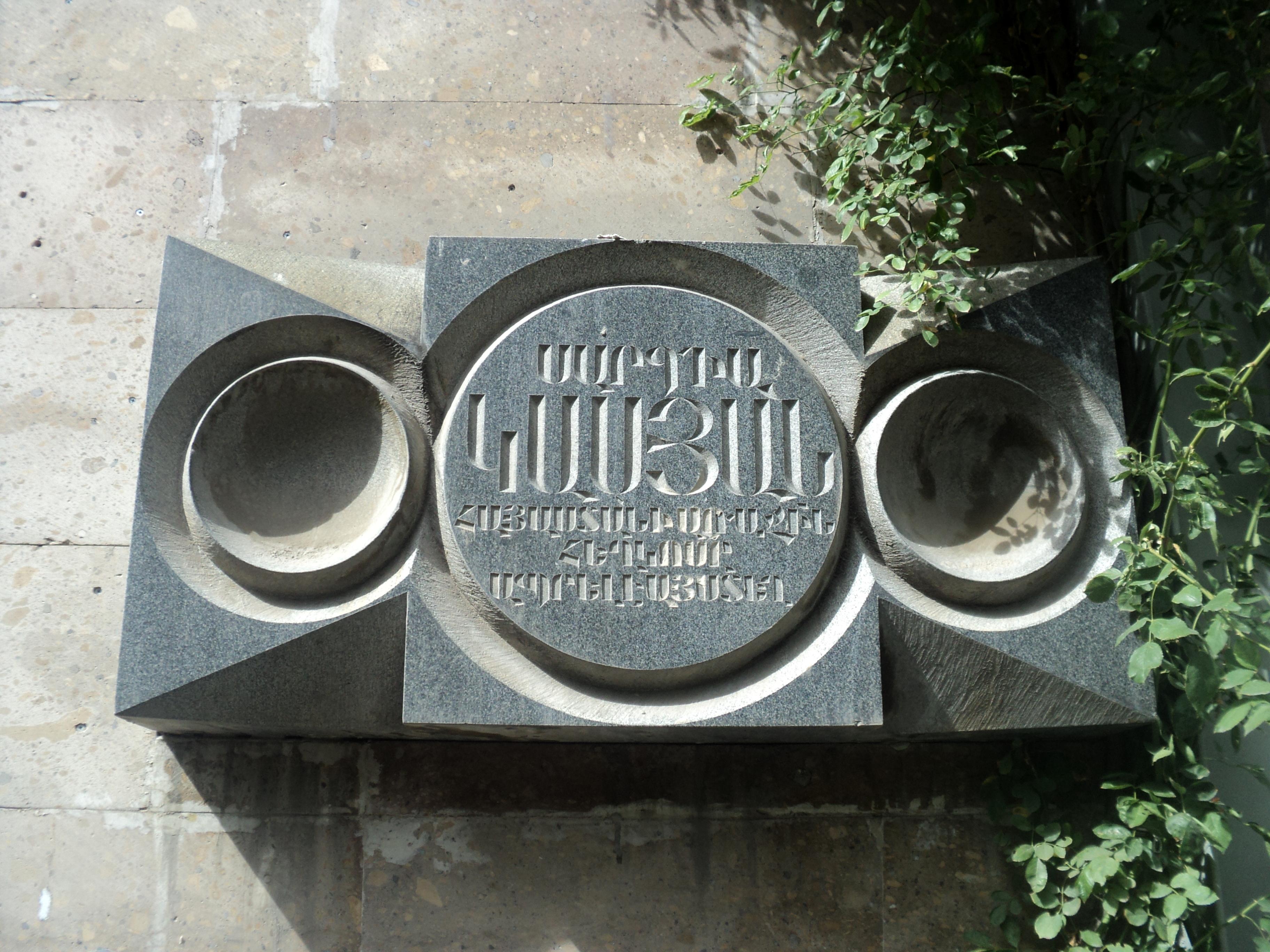
Мемориальная доска в Ереване

Сторонник Социал-демократическая партии «Гнчак» с 1903 до 1904 года. Член РСДРП с 1905 года. Во время Революции 1905‒1907 — один из создателей армянской большевистской печати. В 1912‒1914 руководил Тбилисской партийной организацией. В 1917‒1918 редактировал армянские большевистские газеты.
В 1918 — член Кавказского краевого комитета РКП(б), член Тифлисского бюро Кавказского краевого комитета РКП(б). С сентября 1919 — член Армянского комитета РКП(б), член Армянского ревкома.
В январе 1920 был одним из организаторов и руководителей 1-й конференции большевистской организации Армении. В 1919—1920 председатель Армянского комитета (Арменкома) РКП(б). Декларация Армревкома, написанная Касьяном, 29 ноября 1920 года провозгласила свержение дашнакского правительства и установление Советской власти в Армении.
С 29 ноября 1920 по март 1921 — председатель Военно-революционного комитета Армении.
Был делегатом 3-го конгресса Коминтерна (1921). С июля 1921 по ноябрь 1922 — кандидат в члены Исполнительного Комитета Коммунистического Интернационала. Делегат 16-го съезда ВКП(б) (1930).
С 1924 — ректор Закавказского коммунистического университета имени 26-ти Бакинских комиссаров.
До 1927 — председатель Совета Национальностей ЦИК ЗСФСР.
С 9 апреля 1927 по 20 февраля 1931 — председатель ЦИК ЗСФСР.
С июля 1928 по декабрь 1930 — председатель ЦИК Армянской ССР.
Член ВЦИК, ЦИК СССР.
В 1931—1934 — председатель Верховного Суда ЗСФСР.
До ареста пенсионер. Арестован, осуждён в декабре 1937 года и расстрелян. Реабилитирован посмертно.